# Крестообразный шлиц

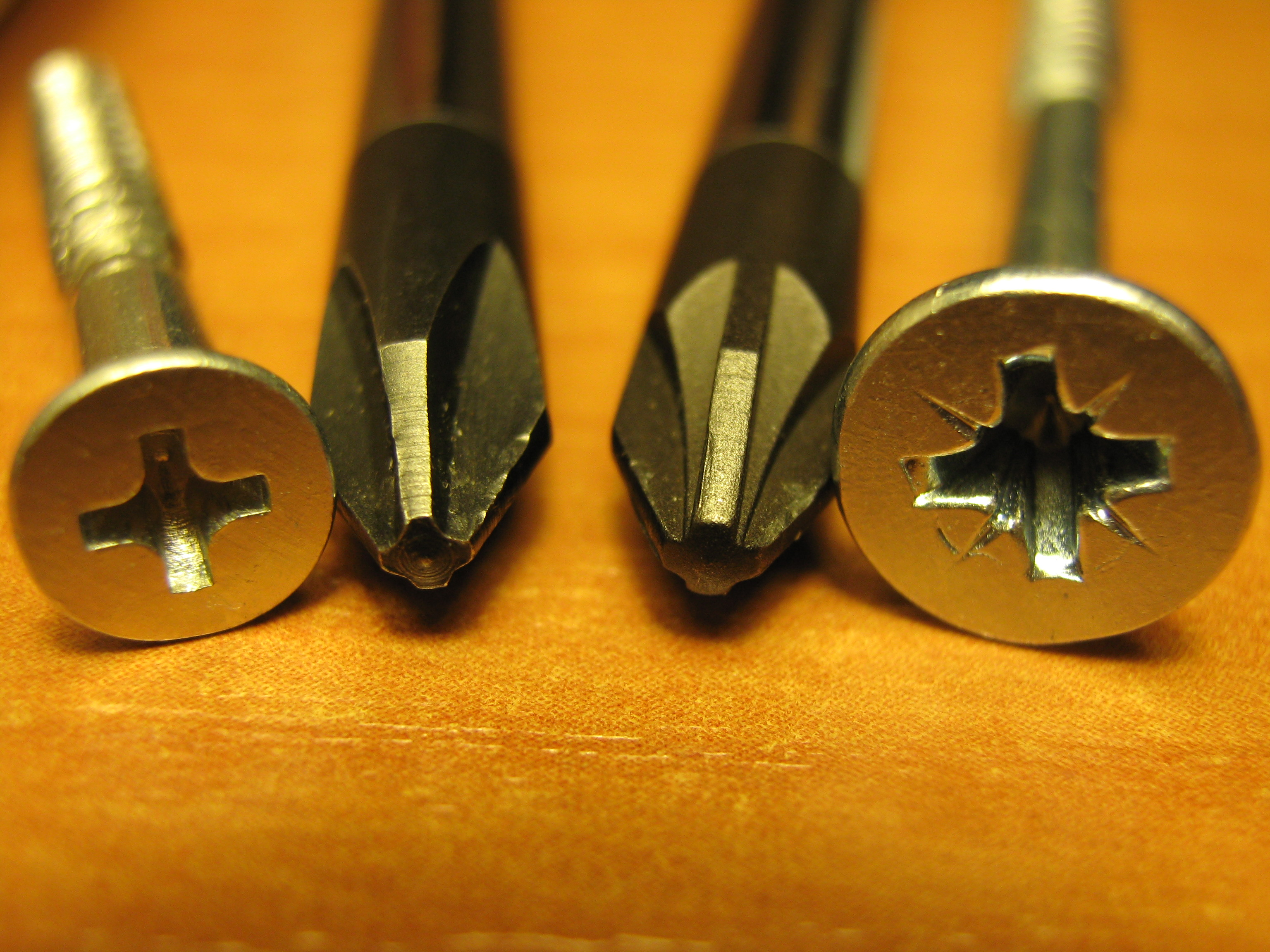
Слева — крепёж со шлицем Филлипс и отвёртка Филлипс (PH 2) с трапециевидной гранью зуба,
справа — отвёртка Позидрайв (PZ 2) с прямоугольной гранью зуба и крепёж с соответствующим шлицем

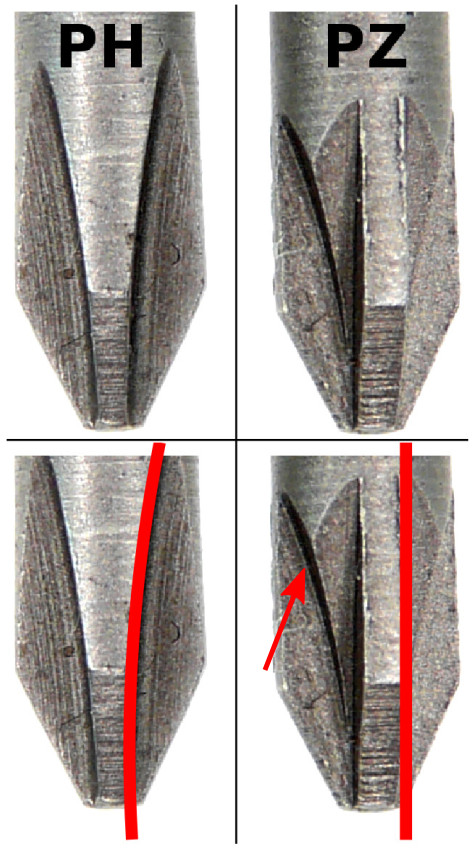
Phillips (PH), Pozidriv (PZ).

PZ, Pozidriv (Позидрайв).

Крестообразный шлиц — широко распространённый вид шлица резьбовых крепёжных изделий. Основные разновидности — традиционный Филлипс и более современный Позидрайв.

## Филлипс
Фи́ллипс (англ. Phillips) — зарегистрированная торговая марка, обозначающая наиболее старый и известный вид крестообразного шлица резьбовых крепёжных изделий и отвёрток для них.

### История
Прямой шлиц существует, по некоторым данным, с XV века. Впрочем, этот шлиц обладает недостатками, которые особенно проявились при массовой сборке автомобилей и самолётов:
- Отвёртка или шуруповёрт выскальзывает из шлица, царапая соединяемые детали.
- При работе механическим шуруповёртом есть риск сорвать шлиц или резьбу (трещоток, точно отмеряющих крутящий момент, во время изобретения крестообразной отвёртки ещё не существовало).

В 1933 году американец Джон Томпсон (John P. Thompson) разработал винты, которые решают обе проблемы: и автоматически центрируют жало, и выталкивают его, когда винт затянут. Инженер Генри Филлипс выкупил патент Томпсона и основал компанию Phillips Screw Company. Генри Филлипс разработал технологию производства таких винтов, но не смог внедрить её у себя. Только в 1937 году он сумел заинтересовать начальство American Screw Company. Такие винты впервые начали использовать в производстве «кадиллаков». Во время Второй мировой войны такие винты стали применять в производстве военной техники.

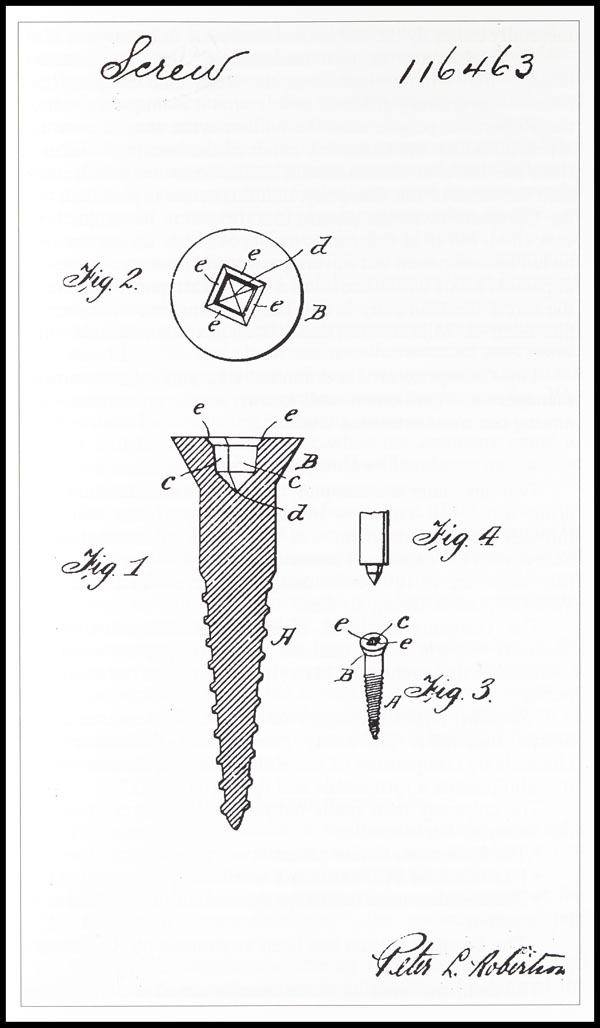
Чертёж из патента Робертсона 1909 года.

Томпсон не был первым изобретателем, постаравшимся улучшить конструкцию винта: так, ещё в 1909 году был запатентован винт с квадратным шлицем канадца Питера Л. Робертсона. Он получил распространение главным образом в Канаде. По наполовину легенде, Генри Форд проводил эксперименты с винтами Робертсона и нашёл, что их применение существенно ускоряет сборку автомобилей, но получил от изобретателя отказ в продаже ему патента, вследствие чего переключился на альтернативное предложение Филлипса — из-за чего, по данной легенде, массовое распространение получил шлиц Филлипса, а не Робертсона. Тем не менее, на автомобилях Ford канадской сборки в 1920-х — 30-х годах все элементы отделки интерьера крепились именно на винтах Робертсона.

### Особенности
Положительные
- Самоцентрируется, не допускает выскальзывания рабочей части отвёртки из шлица при незначительном наклоне стержня отвёртки или под воздействием центробежной силы при использовании шуруповёрта.
- Направляет продольное усилие отвертки по оси закручиваемого винта гораздо лучше, чем в случае с обычным прямым шлицем.
- При использовании электрической отвёртки (шуруповёрта) без регулирования величины крутящего момента её жало выталкивается из шлица крепёжной детали по достижении предельного значения силы закручивания во избежание срыва шлица или повреждения резьбы.

Отрицательные
- Невозможно получить большой крутящий момент без приложения значительного осевого усилия (прижимания отвёртки к крепёжной детали), что неудобно при закручивании ручной отверткой.
- Самовыталкивание повышает механическое напряжение на шлиц, что увеличивает износ шлица и вероятность его повреждения (т. н. «срыва»).

### Маркировка и размеры
Отвёртки имеют буквенную маркировку PH с номером шлица  - 0 (3 мм), 1 (4.5/4 мм), 2 (6 мм), 3 (8 мм), 4 (10 мм).

### Разновидности
- ACR RIBBED PHILLIPS[4].

Крестообразный шлиц с прямыми насечками против выталкивания (технология ACR = anti-cam-out recess); отличительная маркировка — ACR.

Совместима со всеми отвёртками Филлипс.
- PHILLIPS II[5] — усовершенствованная версия Филлипс.

Крестообразный шлиц с наклонными насечками против выталкивания; отличительная маркировка — ACR2.

Разработана для удовлетворения всё более быстрых процессов сборочного производства, при которых может произойти выталкивание отвёртки из шурупа, и в результате — повреждение поверхности детали; облегчает закручивание в сложных монтажных положениях и позволяет снизить давление на шлиц — в результате уменьшается усталость работника.
- PHILLIPS SQUARE-DRIVE[6] — комбинация Филлипс с квадратным шлицем.

Крестообразный шлиц с насечками (технология ACR) комбинированный с квадратным шлицем; отличительная маркировка — PSD = PHILLIPS SQUARE-DRIVE

Допускает значительно бо́льший вращающий момент.

Только три размера отвёрток покрывают наиболее популярные диапазоны размеров.

## Позидрайв

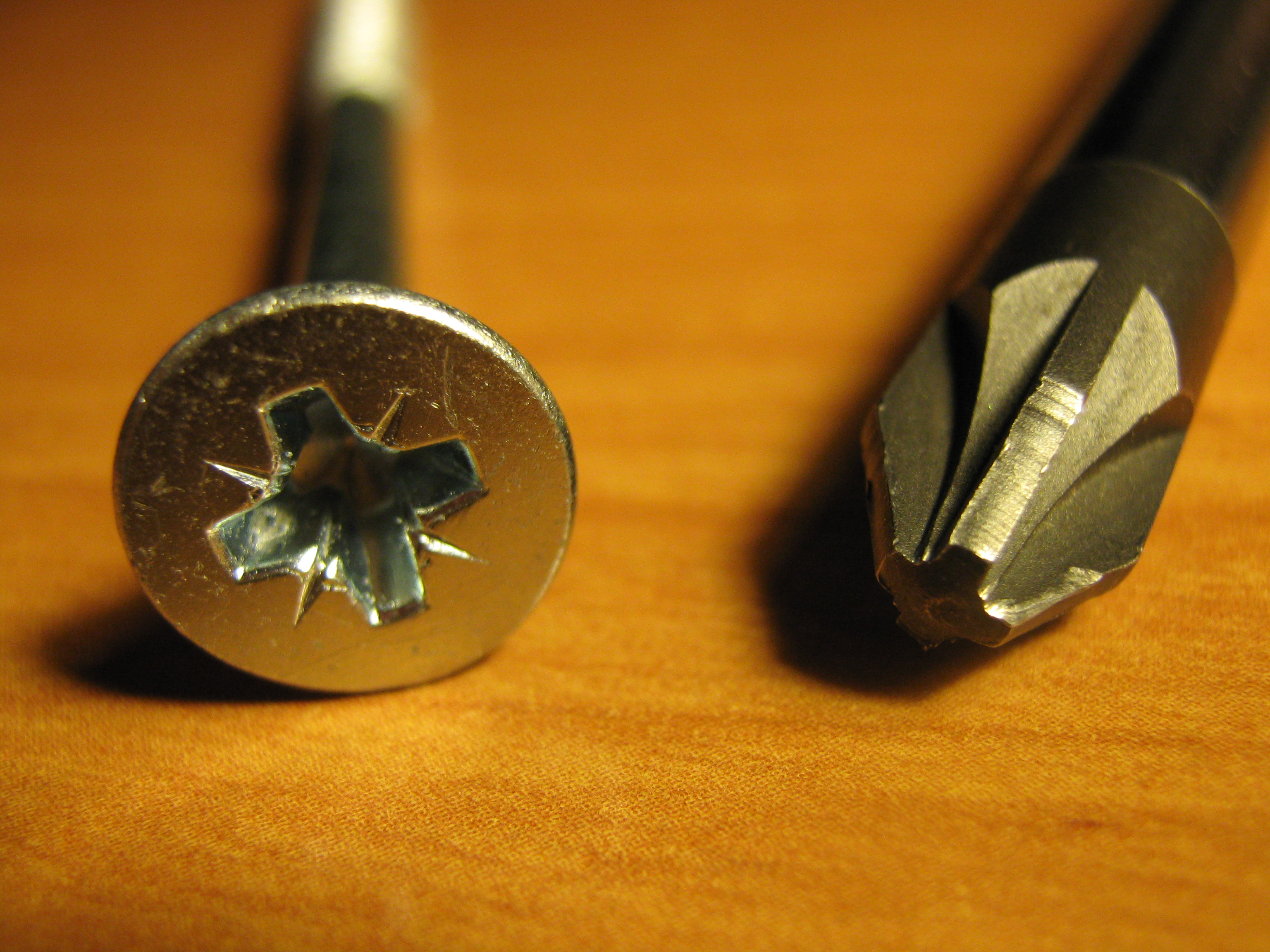
Крепёж со шлицем Позидрайв и отвёртка для него

По́зидрайв (POZIDRIV®, Pozidriv — /ˈpɒzɪdrʌɪv/, звучит как Позидрайв) — зарегистрированная торговая марка, обозначающая вид крестообразного шлица резьбовых крепёжных изделий и отвёрток для них, запатентован в 1962 году британской компанией GKN.
Позидрайв является улучшенной версией крестообразного шлица Филлипс и используется прежде всего в производстве шурупов и саморезов. В машиностроении и металлообработке Позидрайв применяется значительно реже.
Отличительным признаком шлица являются исходящие из внутренних углов тонкие лучеобразные линии.

### Отличия от шлица Филлипс
В отличие от изобретенного ранее шлица Филлипс, уходящие в глубину кромки боковых поверхностей отвёртки Позидрайв не утончаются, а идут параллельно друг другу. В этом случае (конечно, при условии использования отвёртки позидрайв) осевое усилие, выталкивающее отвёртку из шлица, является незначительным.
Преимущество
Отвёртка при использовании практически не выталкивается из шлица — образуется более устойчивое сцепление, которое уменьшает износ сцепляющихся элементов и вероятность повреждения (т. н. «срыва») шлица отвёртки и крепёжной детали. Также появляется возможность приложить большее крутящее усилие к инструменту (достижение большего крутящего момента).
Недостаток
Внешнее сходство со шлицем Филлипс — из-за этого их можно легко перепутать, и при использовании отвёртки, не соответствующей шлицу крепёжной детали, происходит неполное соприкосновение рабочих поверхностей — это значительно увеличивает механическое напряжение на отдельных участках шлицев, приводящее к их преждевременному износу (в основном у отвёртки) либо повреждению. Шлиц существенно глубже Филлипс, поэтому применяется только там, где винты по соображениям прочности имеют большие головки — в строительстве и мебельном производстве.

### Маркировка и размеры
PZ с номером шлица — 0, 1, 2, 3, 4 (приблизительно соответствует размеру шлицев обычного креста Филлипс):
- PZ0: приблизительно 2 – 3 mm,
- PZ2: 3.5 – 5 mm,
- PZ3: 5.5 – 8 mm.

### Разновидности
- POZISQUARE[9] — комбинация Позидрайв с квадратным шлицем.
- PZ/FL или PZ/S — комбинация шлиц-крест (отвёртки для электриков), позволяет затягивать винты с большим усилием без нажатия. Такой тип винтов используется в электроприборах. Слабое место отвёрток — шлиц, он часто обламывается.

## Фриасон

«Frearson» — редко используемый и практически устаревший тип шлица. Также известен как Reed & Prince. Похож на Phillips, но имеет острое окончание и больший угол в форме V (75°). Одно из преимуществ перед шлицем Phillips заключается в том, что одна отвёртка подходит для всех размеров винтов. Встречается в импортном морском оборудовании. Отсутствие скруглений крестообразной щели позволяет приложить большее усилие в отличие от округлых конических форм Phillips, которые были разработаны для выталкивания инструмента при высоком крутящем моменте.